# Delias sambawana
Delias sambawana is een vlindersoort uit de familie van de Pieridae (witjes), onderfamilie Pierinae.
Delias sambawana werd in 1894 beschreven door Rothschild.